# Carl Zeiss (przedsiębiorca)
Carl Zeiss (ur. 11 września 1816 w Weimarze, zm. 3 grudnia 1888 w Jenie) – niemiecki optyk i przedsiębiorca. Najbardziej znany z założenia przedsiębiorstwa noszącego jego imię: Carl Zeiss AG. Zaczynał od niewielkiego warsztatu produkującego mikroskopy, założonego w 1846 roku w Jenie. Zakład rozwinął się w przedsiębiorstwo będące jednym z liderów na rynku optycznym po nawiązaniu przez Carla Zeissa współpracy z Ernstem Abbe.